# Tetjana Ptaschkina
Tetjana Wolodymyriwna Ptaschkina (ukrainisch Тетяна Володимирівна Пташкіна, international nach englischer Transkription Tetyana Ptashkina; * 10. Januar 1993 in Luhansk) ist eine ukrainische Dreispringerin.

## Sportliche Laufbahn
2015 schied sie bei den Halleneuropameisterschaften in Prag in der Qualifikation aus und gewann die Bronzemedaille bei den U23-Europameisterschaften in Tallinn. Bei der Team-Europameisterschaft in Tscheboksary erreichte sie für die Ukraine den achten Platz. Zudem qualifizierte sie sich für die Weltmeisterschaften in Peking und scheiterte dort in der Qualifikationsrunde. 2020 belegte sie bei den Balkan-Meisterschaften in Cluj-Napoca mit 13,06 m den siebten Platz und im Jahr darauf erreichte sie bei den Balkan-Meisterschaften in Smederevo mit 13,55 m Rang vier.
In den Jahren 2015 und 2021 wurde Ptaschkina Ukrainische Meisterin im Dreisprung im Freien sowie 2015 und 2016 auch in der Halle.

## Persönliche Bestleistungen
- Dreisprung (Freiluft): 14,08 m, 9. Juli 2015 in Tallinn
  - Dreisprung (Halle): 13,68 m, 26. Februar 2016 in Sumy